# Джек Доннеллі
Джек Доннеллі (англ. Jack Donnelly; нар. 1986) — британський актор, відомий за головну роль Ясона у фентезійному телесеріалі BBC Атлантида.

## Біографія
Народився в Борнмуті і походить з Рингвуда, Хемпшир. Відвідував початкову школу Святої Катерини у Вімборні, Дорсет, а потім Святого Петра в Борнмуті. Навчався в Центральній школі Лондона мови і драми, яку закінчив у 2007 р. Він родом з театральної родини.
Один із засновників у жанрі імпровізаційної комедії групи «Chuckle Duster», яка виступає іноді в Східному Лондоні.

## Приватне життя
Його мати, Кріссі Уікхем, хореограф і колишній член танцювального колективу Hot Gossip, батько — актор. Він є найстарішим з чотирьох хлопчиків.
Його зріст — 178 см.

## Фільмографія
| Рік       | Назва                    | Роль                 | Примітки     |
| --------- | ------------------------ | -------------------- | ------------ |
| 2011      | Обитель Анубіса          | Джейсон Вінклер      | Телесеріал   |
| 2012      | Лікарі                   | Гаррі Кілбер-Беннетт | Телесеріал   |
| 2012      | Трійця                   | Пол                  | Телесеріал   |
| 2012      | Покидьки                 | Білий кролик         | Телесеріал   |
| 2013      | Танці на краю            | Леопольд             | Телесеріал   |
| 2013-2015 | Атлантида                | Ясон                 | Головна роль |
| 2014      | Об'єднавшись, ми падаємо | Оллі                 | Фільм        |